# Asota persecta
Asota persecta là một loài bướm đêm trong họ Erebidae.